# Bryum incacorralis
Bryum incacorralis là một loài rêu trong họ Bryaceae. Loài này được Herzog mô tả khoa học đầu tiên năm 1909.